# 里奇蘭鎮區 (密歇根州米索基縣)
里奇蘭鎮區（英語：Richland Township）是位於美國密歇根州米索基縣的一個行政鎮區。

## 地方資料
里奇蘭鎮區的面積為92.15平方千米，當中陸地面積為91.97平方千米，而水域面積為0.18平方千米。根據2020年美國人口普查的數據，當地共有人口1489人，而人口密度為每平方千米16.16人。